# Donna D'Errico
Donna D'Errico (Dothan, 30 marzo 1968) è un'attrice, imprenditrice e modella statunitense. È conosciuta per aver interpretato Donna Marco nella serie televisiva Baywatch.

## Biografia
Prima di apparire su Playboy, Donna D'Errico aveva una società di limousine con sede a Las Vegas. La D'Errico ha avuto, tra i primi ruoli da protagonista, quello di Donna Marco nella serie televisiva Baywatch, da cui è iniziato il suo grande successo.
Successivamente, è stata anche ospite dello spettacolo Battlebots e ha recitato nel terzo capitolo della saga horror Candyman - Il giorno della morte. Dopo aver lasciato il set di Baywatch, è apparsa in numerosi film indipendenti, tra i quali: Intervent, Inconceivable e The Making Of Plus One.
Tra le varie attività della vita privata la D'Errico ha anche gestito la Spa Zen, un centro benessere a Calabasas, in California.

## Filmografia parziale

### Cinema
- Men in White, regia di Scott P. Levy (1998)
- Candyman - Il giorno della morte (Candyman: Day of the Dead), regia di Turi Meyer (1999)
- Austin Powers in Goldmember, regia di Jay Roach (2002)
- Kiss the Bride, regia di Vanessa Parise (2002)
- Comic Book: The Movie, regia di Mark Hamill (2004)
- Intervention, regia di Mary McGuckian (2007)
- Inconceivable, regia di Mary McGuckian (2008)
- The Making of Plus One, regia di Mary McGuckian (2010)
- Survive the Game, regia di James Cullen Bressack (2021)

### Serie TV
- ...e vissero infelici per sempre (Unhappily Ever After) – serie TV, episodio 2x08 (1995)
- Sposati... con figli (Married with Children) – serie TV, episodio 10x09 (1995)
- Alta marea (High Tide) – serie TV, episodio 2x18 (1996)
- Baywatch Nights – serie TV, 34 episodi (1996-1997)
- Baywatch – serie TV, 44 episodi (1996-1998)
- Nick Freno (Nick Freno: Licensed Teacher) – serie TV, 4 episodi (1998)
- Holding the Baby – serie TV, episodio 1x05 (1998)
- Reno 911! – serie TV, episodio 2x16 (2004)